# Neastacilla vitjazi
Neastacilla vitjazi is een pissebed uit de familie Arcturidae. De wetenschappelijke naam van de soort is voor het eerst geldig gepubliceerd in 1971 door Kussakin.